# Радомишльський проїзд (Житомир)
Радомишльський проїзд — проїзд в Корольовському районі міста Житомира. 

## Характеристики
Розташований на Затишші, на теренах історичного району Смоківка. Бере початок з Коростишівської вулиці, прямує на північний схід.  
Забудова вулиці представлена садибами, розкиданими на значній відстані одна від іншої.   

## Історичні відомості
Проїзд являє одну зі збережених ділянок шляху, що прямував від старої дороги на Київ (пізніше Старокиївська вулиця, нині вулиця Саєнка) до хуторів Соха-Чешейка, Харченка (нині Світин). Шлях та декілька дворів навколо нього показані на мапі 1909-1913 рр.
До 1968 року проїзд безіменний. Садиби у проїзді мали адреси «Хутір Затишшя». У 1968 році будівлі проїзду адресовано до 4-го Старокиївського провулка (нинішньої Коростишівської вулиці). У 1996 році проїзду надано чинну назву та власну адресацію будинків.     